# 嘲风

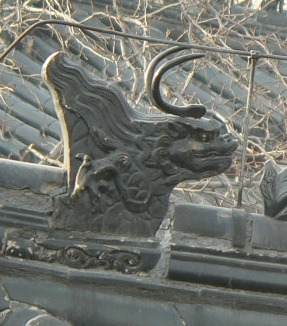
垂獸嘲风

嘲風，龍生九子之一，有鳳凰的形象，是鳥的化身，平生好險，一般在殿或屋的房頂上，有震懾妖魔，驅災除害的作用。如今殿角走獸即是其形象。
形象後面演化成螭吻，鰲魚

## 相關
- 中國妖怪列表